# 武智丸

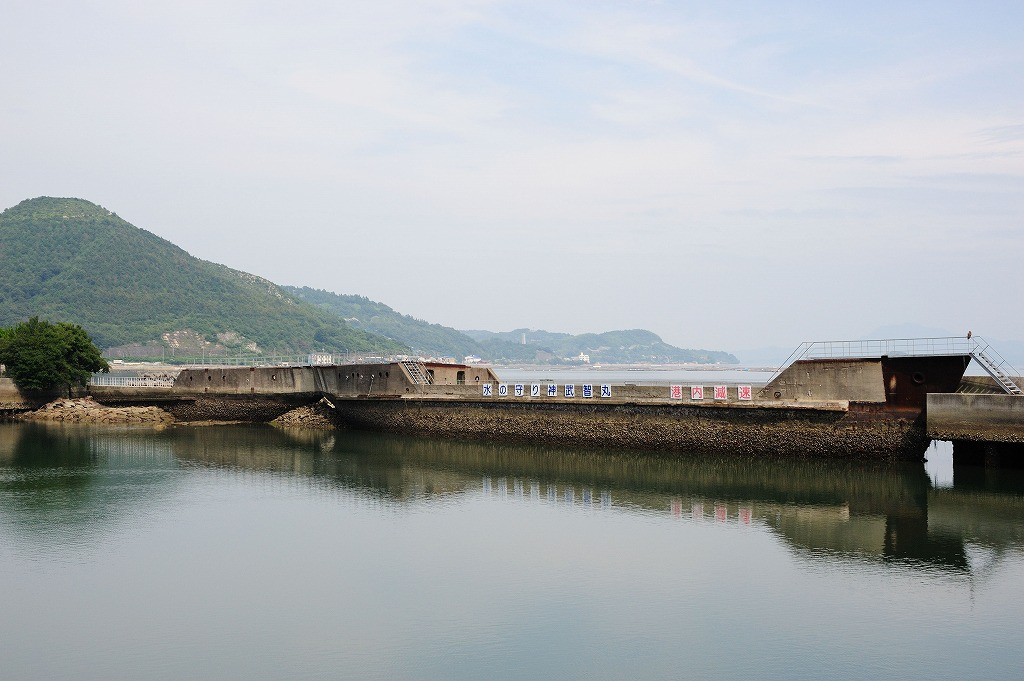
安浦漁港で防波堤となった二隻の武智丸（右側は「第二」）

武智丸（たけちまる）は、第二次世界大戦（太平洋戦争）中の日本で戦時標準船E型に準じてコンクリート船として竣工した大日本帝国海軍所属の貨物船で、EC型戦時標準船とも呼ばれる。同型船は4隻が建造されたが、2隻の船体が広島県呉市安浦町の安浦漁港の防波堤として現存する。
本項は武智丸に先立って建造されたコンクリート製被曳航油槽船も記述する。

## 概要
木材や金属ではなくセメントで作られるいわゆるコンクリート船は19世紀中頃に誕生し、第一次世界大戦中に技術が発展して1920年前後に大西洋を横断可能な航洋性を有する大型船が出現した。コンクリート船は、通常の船舶と異なり耐水性・水密性に優れるが、大量の型枠用木材など費用は鋼材船の2倍を要し、建造はコンクリートの性質上冬季でも温暖な地域に限定され、鋼材船の代用品でしかなかった。
戦時体制下の日本は、輸送手段の貨物船も造船用鋼材も極度に不足していた。舞鶴海軍工廠造船設計主任であった林邦雄技術中佐は貨物船を鉄筋コンクリート船とすることが鋼材節約になると考え、その建造を決意。基礎研究を終えた林は試作として鉄筋コンクリート製浮桟橋建造を具申して中央の同意を得た。試作は成功し、その結果鉄筋コンクリート貨物船建造の内諾を得た林は総トン数800トン、機関出力750馬力、計画速力9.5ノット等とする貨物船の設計を行い、その設計通りで艦政本部の承認を得た。また、林は海軍に協力を申し出ていた大阪の浪速工務所社長の武智正次郎と会い、当初は鉄筋コンクリート製貨物船に否定的であった武智を説得して協力を得た。建造地は1943年3月に兵庫県印南郡曽根町の塩田跡を建造所とすることが決まった。同地の武智造船所で建造された鉄筋コンクリート貨物船の艤装は岡山県玉野市の三井造船玉野で行われた。本船はEC型戦時標準船と呼ばれ、800総トン、航海速力7ノットの貨物船として建造された。外観は1番船倉と2番船倉の間にマストが立てられていたこと以外は2E型戦時標準船そのままの船型だった。武智丸はいずれも海軍輸送船として引き渡された。第一武智丸が1944年8月に竣工し、さらに5隻が着工したが終戦までにはその内2隻しか就役せず、1隻は艤装完了したところで終戦となった。主に石炭や製鋼原料、雑貨輸送に利用され、瀬戸内海を中心に一部は南方へ航海した。
第三武智丸は1945年（昭和20年）7月10日に瀬戸内海の小豆島沖で触雷して沈没し、第四武智丸は9月17日に神戸沖で台風で座礁したのちに廃船となり、終戦後は第一と第二の2隻が残存した。
EC型戦時標準船に先立ち、エンジンなどの自走機関を持たないコンクリート製被曳航油槽船が、1943年（昭和18年）に5隻建造された。これらは円筒状の船体に船首がつき、船尾を切妻にした船型で、満載状態で船体は海面下に潜り、船首部分だけが海上に現れた。コンクリート製被曳航油槽船は全てが呉鎮守府に引き渡されたものの、曳航時の速力低下を懸念され、有効に使用されないまま各地で浮きタンク代用として使用された。

## 構造
鉄筋コンクリート製の船体は鋼材船に比べて自重が若干重く、載貨重量は940トンと少ない欠点があった。1945年5月24日に第二武智丸が関門海峡を航行中、部埼灯台付近で米軍が瀬戸内海に敷設した機雷に触雷したが、被害は小破と軽微で鋼材船に劣らなかった。船体のコンクリート断面厚さは喫水線以上で12センチメートル、それ以下は13から18センチメートルと厚みを増し、船底部は25cmであった。コンクリートの配合は容積比でセメント1：砂1.5：砂利3とし、一般の鉄筋コンクリートの標準配合1：2：4に比して船舶用に特別仕様で配合された。セメントは大阪窯業セメント会社の普通ポルトランドセメント、砂利は揖保川下流のものをそれぞれ用い、砂は海砂の可能性が高い。船体外側にわずかに残る黒っぽい物質から、防水を兼ねてアスファルトが塗装されていた可能性が高い。船首は衝突による破損防止のため鋼板の被覆で強化されている。コンクリート製被曳航油送船と異なり、三井造船玉野製の750馬力ディーゼルエンジンが機関部に装備され、自力航行が可能であった。

## 戦後
第一武智丸はエンジン故障で呉市警固屋付近で放置され、第二武智丸は使用可能で大阪商船が払い下げを受けたがまもなく廃船となった。呉の安浦漁港は防波堤がなく、1945年9月の枕崎台風などの台風で漁船などがたびたび被害を被り、安浦漁協は県に防波堤設置を陳情したが、漁港沖合いは海底の地盤が軟弱なために当時の土木技術で建設費用が膨大と県は難色を示し、代案で呉港の第一武智丸と、大阪港の第二武智丸の二隻を防波堤として転用することになった。1947年（昭和22年）に大蔵省から船体の払い下げを受け、1949年（昭和24年）に基礎工事を開始した。海底の泥を浚渫して粗朶沈床（そだちんしょう）を0.9メートル、置換砂を1.6メートル敷き、「第一武智丸」と「第二武智丸」の船尾同士を繋げて位置を決め、スクリューシャフトを抜き、船体底部数箇所に穴を開けて海水を船内に入れて満潮時に沈設し、船体両側に捨石をおくなどして船体を固定して1950年（昭和25年）2月に完成した。
沈設当時の二隻は上部構造物がほぼそのまま残されていたが、朝鮮特需でスクラップ価格が高騰した時期に金属製構造物の大半は持ち去られてコンクリート船体のみとなり、船首部の錨巻上げ部付近にコンクリート埋め込み金具などがわずかに残存する。溶接跡から非熟練工の作業がうかがわれ、当時の勤労動員者もしくは学徒の手によると推測される。現在、陸側の「第一武智丸」は沈設から60年以上を経て主に船首部が甲板まで沈下しているが、沖側の「第二武智丸」はほぼ沈設当時の位置にあり、船首左舷に白く大書されていた船名の「第一武智丸」は塗料が剥落して判読し難い。現地は史跡としても保存しており、漁港の駐車場から「第二武智丸」の先に設置された防波堤端の灯台まで通路が設けられて「第一・第二武智丸」の船体構造を見られるが、風化が進行している箇所がある。
コンクリート製被曳航油槽船は、戦後に呉海軍工廠で係留されていた1隻が広島県音戸町に払い下げられ、1953年（昭和28年）に坪井漁港の防波堤として沈設されて現存する。山口県笠戸島の岸に打ち上げられた1隻は、船体前半部が失われて後半部のみが残存する。

## 題材とした作品
ラジオドラマ
- 『コンクリートの夢』（2021年12月4日、 NHK-FM、FMシアター）

## ギャラリー

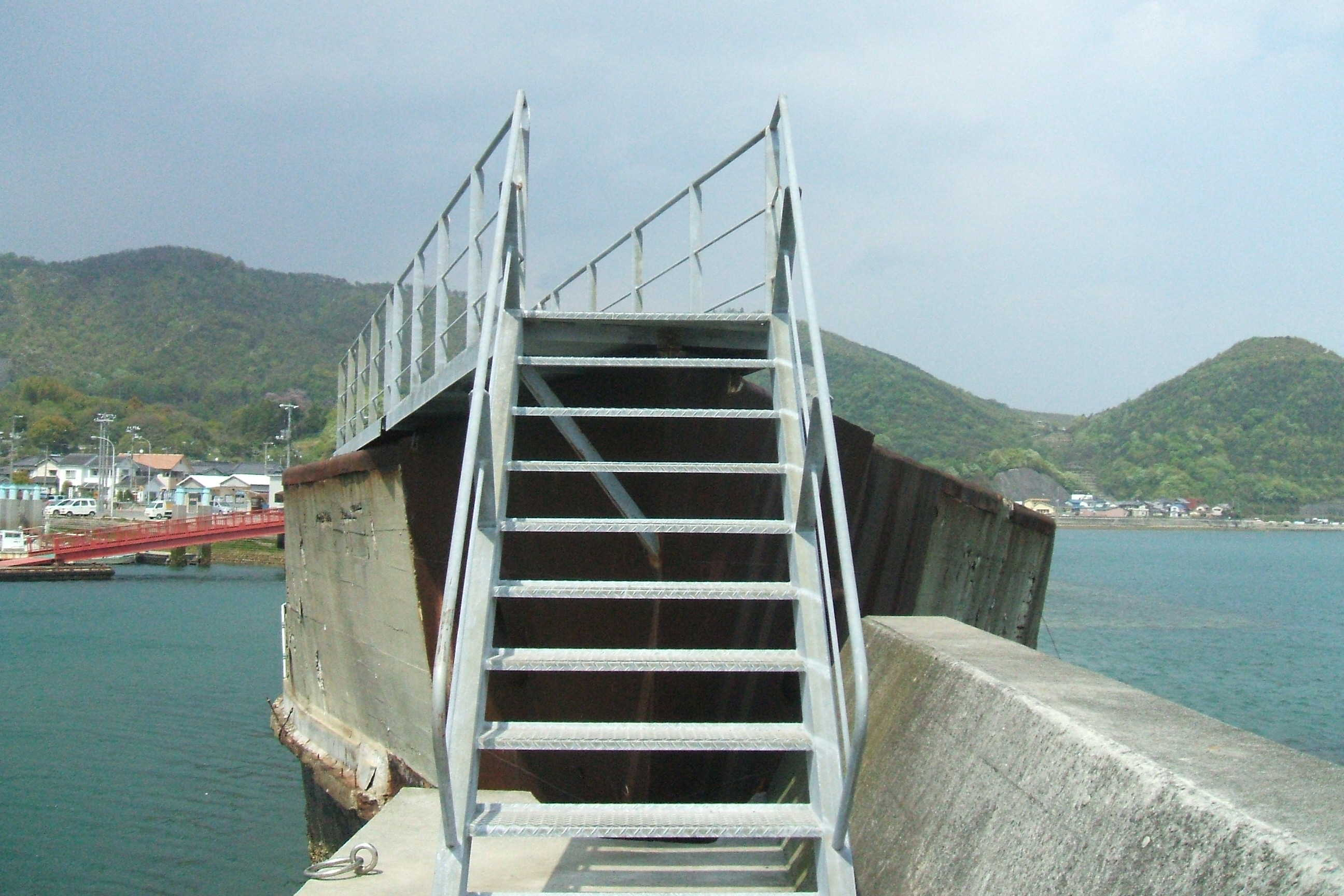
「第二武智丸」の船首、鋼板で強化されている。
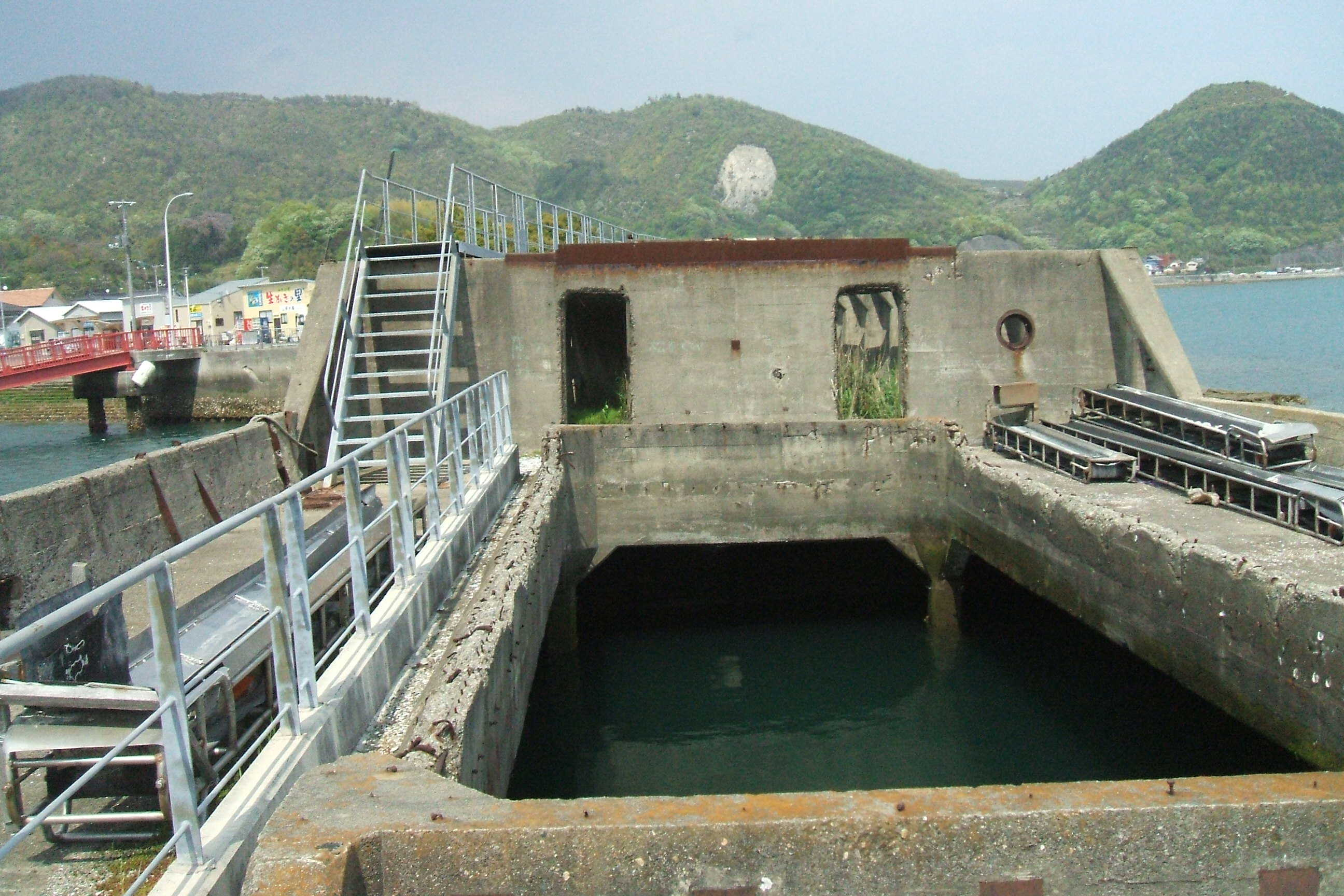
「第二武智丸」の甲板、中央の第2船倉内部に海水が出入りしている。
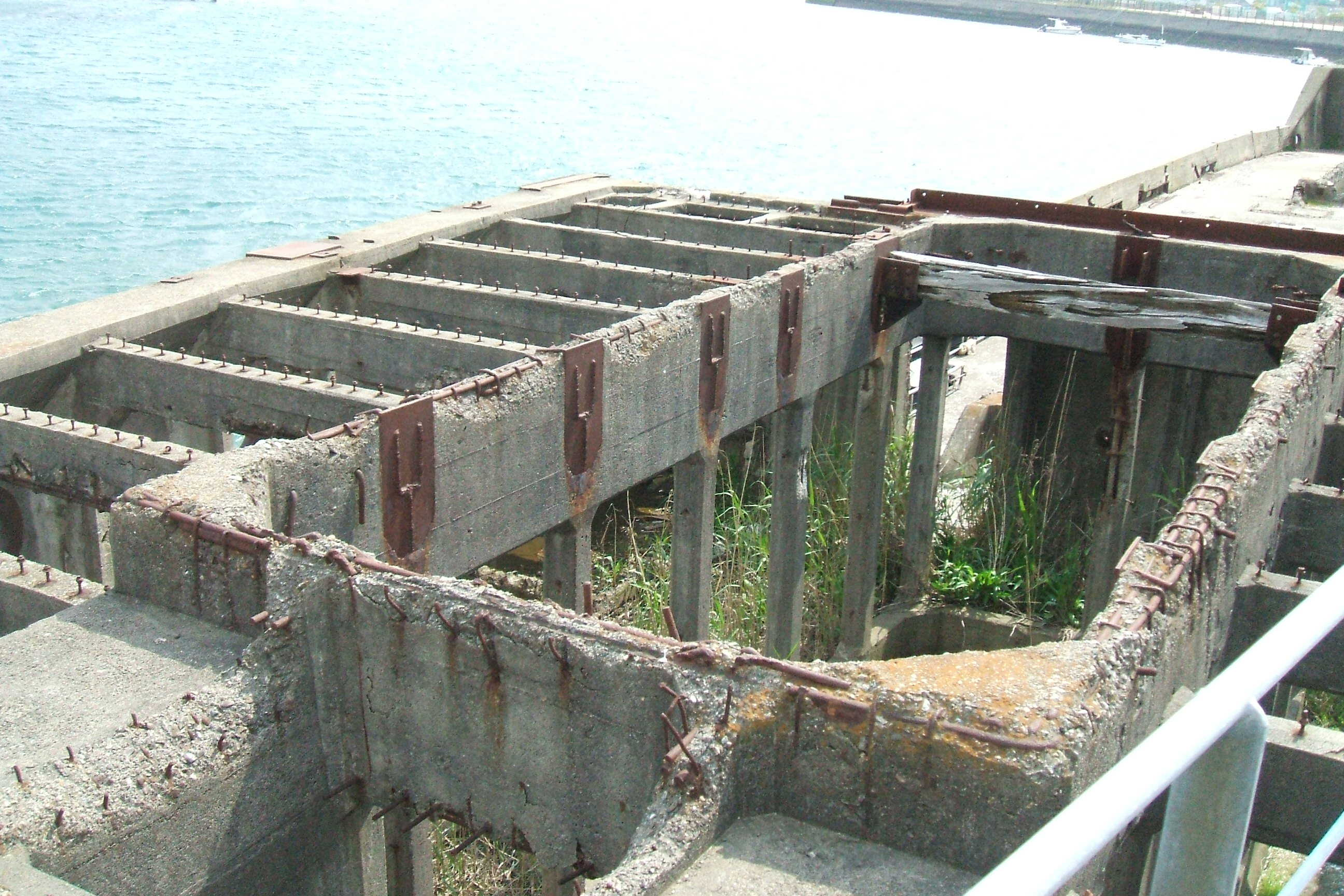
「第二武智丸」の船室、中央長四角開口部の前半が操舵室跡、後半が煙突跡。
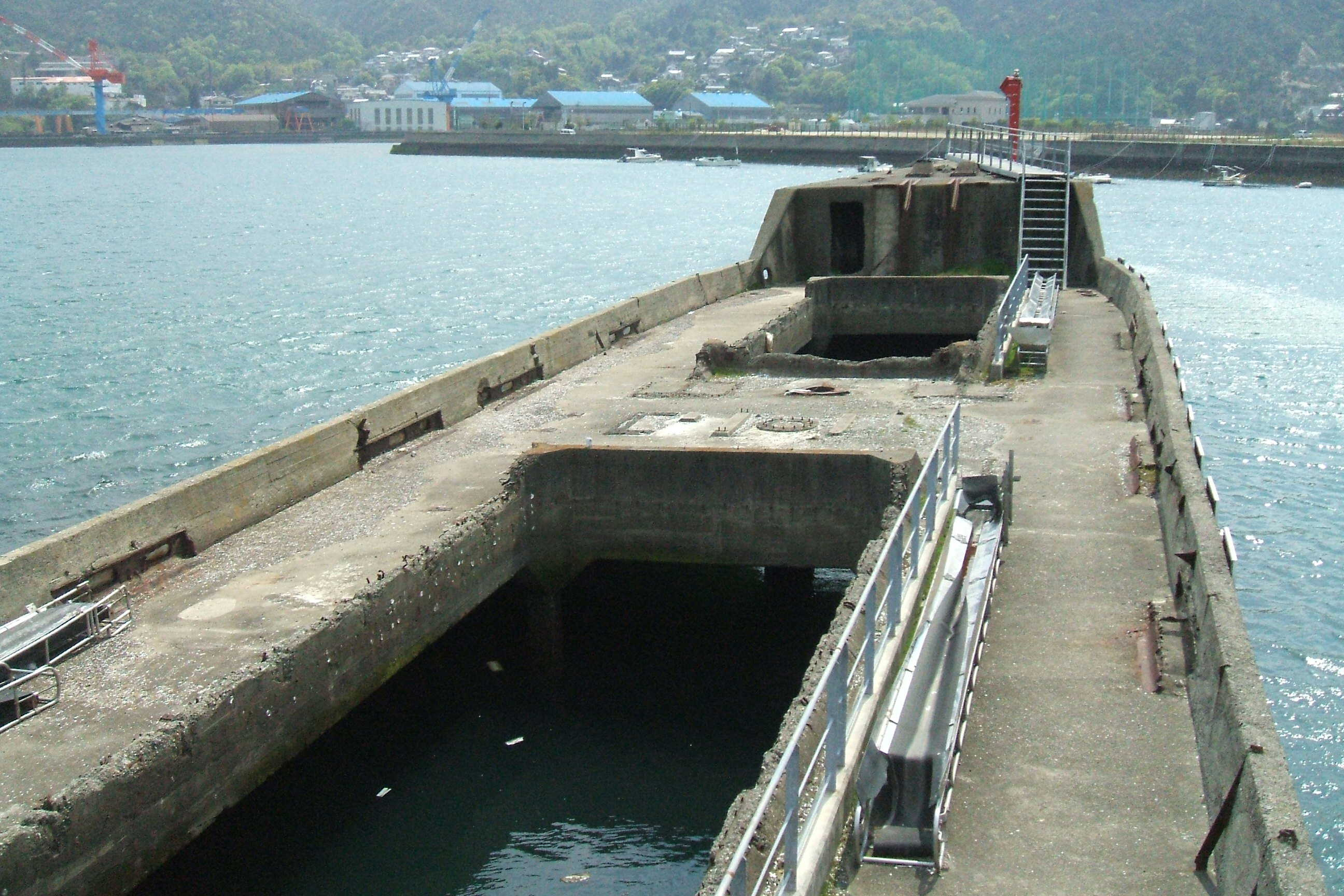
船室の先から見た船首方向、防波堤先の灯台が望める。
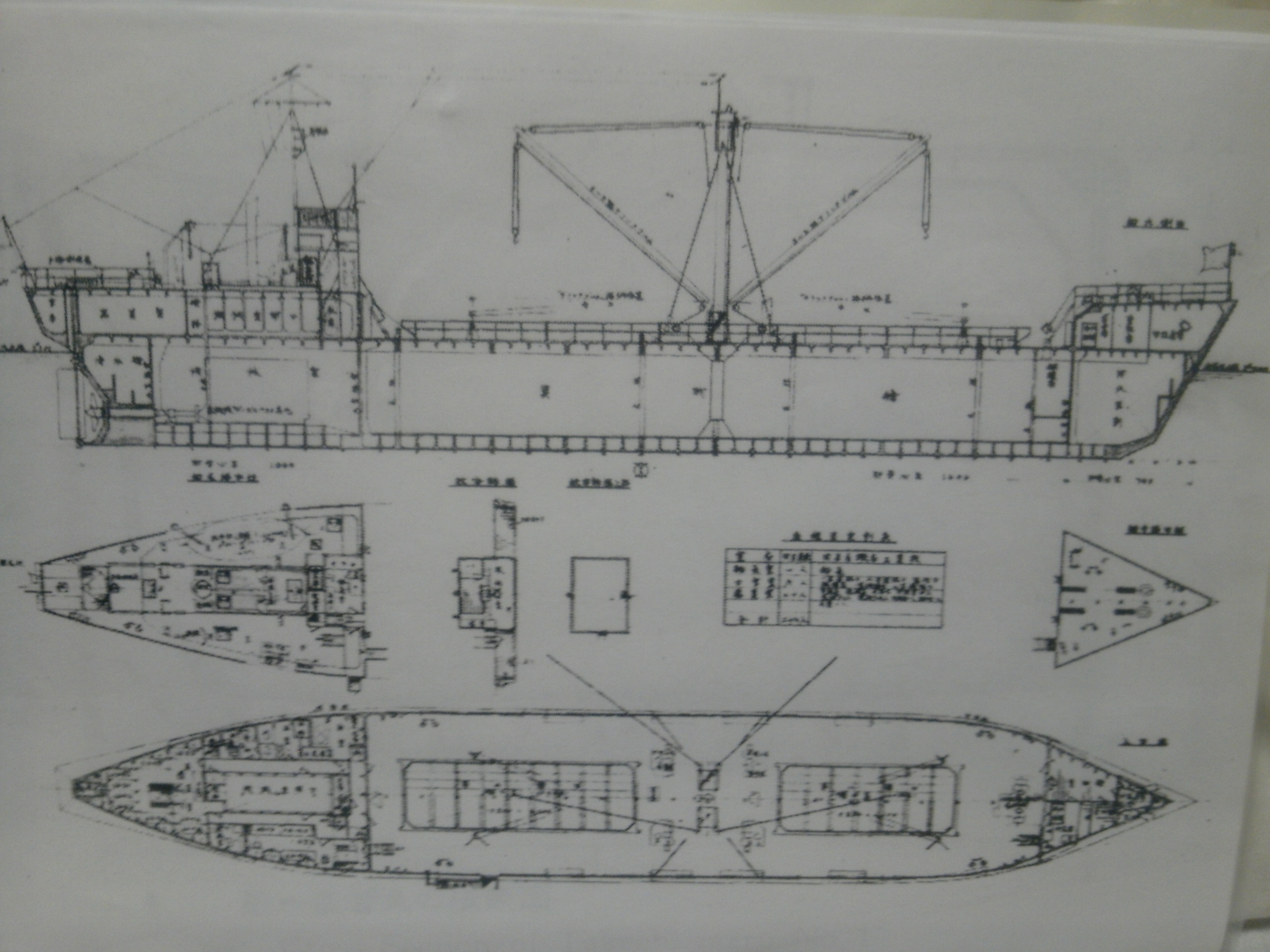
第一武智丸の側面・平面図

## 注記
1. ↑  驚異の鉄筋コンクリート船団　航海前史、283ページ
2. ↑  驚異の鉄筋コンクリート船団　航海前史、284ページ
3. ↑  驚異の鉄筋コンクリート船団　航海前史、284-285ページ
4. ↑  驚異の鉄筋コンクリート船団　航海前史、285ページ
5. ↑  驚異の鉄筋コンクリート船団　航海前史、286ページ
6. ↑  驚異の鉄筋コンクリート船団　航海前史、286-287ページ
7. ↑  驚異の鉄筋コンクリート船団　航海前史、287ページ
8. ↑  同時期に、三津口湾沖に大量に海中投棄された鉄兜と銃剣、終戦直前にP38により撃墜されて水深10mの海底に沈んでいた二式水戦も引き上げられた。